# Orós
Orós es una ciudad situada en el estado de Ceará, Brasil. Tiene una población estimada, en 2021, de 21 342 habitantes.
Fue fundada en 1957.
Es la ciudad de nacimiento del famoso cantautor brasileño Fagner.
En la localidad también se encuentra la represa Orós, la segunda mayor de Brasil por detrás de la represa de Castanhão.

## Toponimia
La palabra Orós aparece en los registros de las Fechas y Asignaciones de Ceará en 1732, donde se habla de un "arroyo que entrará en el Oró", y en 1736, del "sitio de los Horós".[cita requerida]
Orós, en el sufijo griego-universal, significa montañas. Viene del nombre orografía, para describir montañas, y orología, la génesis de las mismas.[cita requerida]
A pesar de contar el municipio con cordilleras vastas que forman valles y hendiduras, no se puede decir que su nombre tenga origen en esta suposición sin base, sobre todo cuando no existen otros topónimos cearenses con derivación semejante.